# Jean-Marie Ragald
Jean-Marie Ragald, né en 1976, en Martinique est un chanteur français de zouk
Il pratique la basse, les claviers, mais c'est au chant qu'il s'impose définitivement en 2001 avec le succès Prisca.

## Carrière
Il débute avec le groupe Original comme bassiste, puis avec Natural, un petit groupe de quartier monte avec des amis d'enfance (Lawrence Clais...) de son quartier de Redoute (Fort-de-France, Martinique). Il évolue un peu plus tard avec le groupe Doussin pendant trois ans (95/97). Dans cette formation on retrouve Émile Naroyanin, Fred Jean-Baptiste, Miguel Pavy, Jean-Pierre Boromée, Tatiana Baudrier, Eddy Clarion.
Il rejoint ensuite le groupe Ozon+, toujours à la basse, et tourne en live avec Jessby & Simple J, le fameux duo féminin de M'Dancehall. C'est en 1996 qu'il décide de se mettre au chant et de lancer sa carrière d'auteur-compositeur. Il retrouve cette année-là des amis d'enfance ; Stéphane Moreau, Jean-Pierre Boromée et Pascal Joseph-Angélique ; avec qui il commence à travailler sur un concept de quatuor zouk, Needs. Ils ébauchent en quelques mois ce qui deviendra la version définitive de 4 Love (For Love). C'est la rencontre avec Ronald Tulle, qui s'occupera de la re-programmation des titres, qui est le déclencheur du premier album. L'album For Love, produit par Myzik Planèt, sort en 1999. Il est également présent sur le premier album d'Émile Naroyanin en tant que compositeur (Sonj'), arrangeur et programmateur. Une divergence d'opinion met fin prématurément à ce groupe que fut For Love.
On retrouve Jean-Marie et Pascal en duo en 2000. Pienji obtient un succès d'estime. Il s'associe par la suite à son amie Christiane Valejo, pour écrire "Gabrielle" sur le Tempo zouk et "Envi ba'w", qu'il chantera sur Pienji. Emmanuel Granier lui confie la réalisation et la responsabilité d'écrire les titres de l'album des Challenger's Cédric Vernon et Jenny Anelka, vainqueurs du Concours JM 2000.
En 2001, il est contacté par Guy Suivant et Alain Ajax de ZoukPlay Production pour United zouk. Il écrit, compose et arrange trois titres, dont "Tellement fou", un titre de Jean-Pierre Angeon et "Fantasm'", un titre d'Emile Naroyanin. Le titre "Prisca", qu'il a écrit et composé pour lui, obtient un certain succès en Martinique. Sollicité de toute part, il tourne dans toute la Martinique et arrive même au Zénith de Paris, invité par Médiatropical pour une Médiazouk Party.
En 2002 sort son premier album solo. Le titre Mary est le premier extrait de Forever. Après Toutes les nuits, son public découvre Fo'w di mwen, un duo avec Snake Tong. En 2003, il fait la première partie de Patrick St-Eloi le 14 février pour son concert de la St-Valentin en Martinique. En 2005, il décide de préparer son second album solo, Les larmes de mon âme qui sort le 10 août 2005.
En 2007, il change de producteur et s'entoure de nouveaux auteurs-compositeurs : Princess Lover, Master Mx, Jean-Philippe Marthély, Christiane Vallejo, Guy Vadeleux, Christian Louiset.
En 2010, il sort un nouvel album le 15 juillet, Tant qu'il y a de la vie, mélange de zouk, biguine et autres, dont un morceau en duo avec Meddhy Custos.
le 6 août 2013, il sort l'opus Juste Un Homme, comprenant le single Elle M'A Dit.
En 2014, il chante On n'oublie pas (écrit par Serge Bilé) avec plusieurs artistes et personnalités dont Alpha Blondy, Tanya Saint-Val, Harry Roselmack, Admiral T, Jocelyne Béroard et Chris Combette. Cette chanson est un hommage aux 152 victimes martiniquaises du crash du 16 août 2005, afin de ne pas oublier cet évènement et d'aider l'AVCA (Association des victimes de la catastrophe aérienne) à récolter des fonds 

## Discographie
- 2002 : Forever
- 2005 : Les Larmes De Mon Ame
- 2007 : T'écrire Un Roman
- 2009 : Collector
- 2010 : Tant Qu'il Y A De La Vie
- 2013 : Juste Un Homme
- 2015 : Only You Best Of 2000-2015
- 2016 : Tout pour elle (single)
- 2017 : Tu es mon île (single)
- 2018 : Pa té lé sa (single)